# IFF Mark II

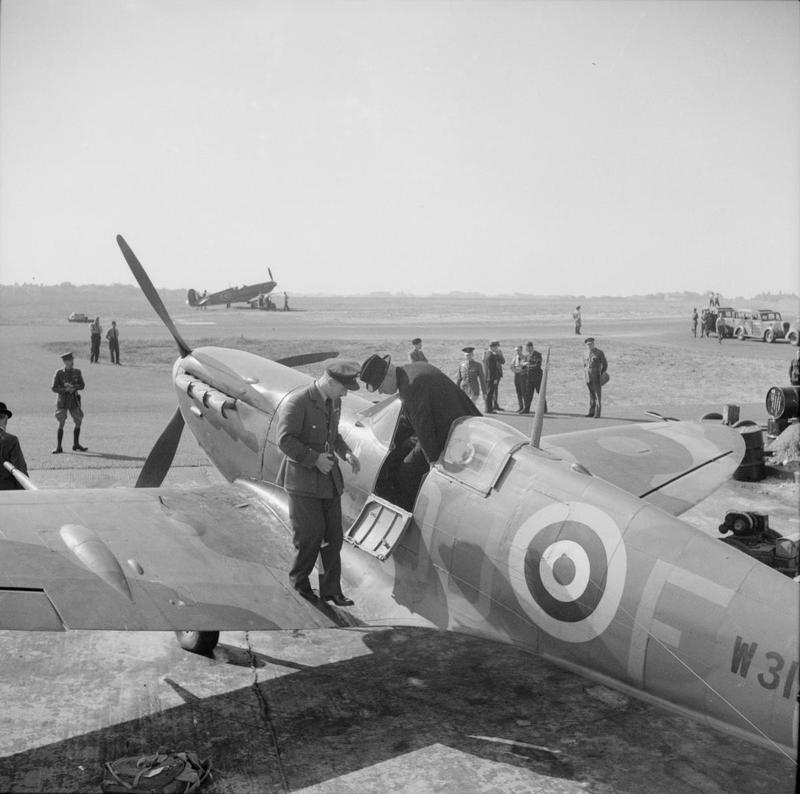
L'antenne IFF Mark II de ce Spitfire photographié le 11 juillet 1941 s'étend en travers du fuselage arrière de la cocarde jusqu'à l'extrémité du stabilisateur horizontal.

L’IFF Mark II est le premier système opérationnelle d'Identification friend or foe. Il a été développé par la Royal Air Force juste avant le début de la Seconde Guerre mondiale. Après une courte série de prototypes Mark Is, utilisés expérimentalement en 1939, le Mark II commence à être largement déployé à la fin de la bataille d'Angleterre, à la fin de 1940. Il est resté en service jusqu'en 1943, date à laquelle il commence à être remplacé par l'IFF Mark III (en) normalisé, qui est utilisé par tous les avions alliés, jusqu'à bien après la fin de la guerre. Le Mark I était un système simple qui amplifiait les signaux des systèmes radars britanniques de la Chain Home, propageant le blip de l'avion sur l'affichage radar, identifiant l'avion comme ami. Le Mark I avait pour problème que le gain devait être ajusté en vol pour continuer à fonctionner ; sur le terrain, il n'était correct que la moitié du temps. Il avait pour autre problème qu'il n'était sensible qu'à une seule fréquence et qu'il devait être réglé manuellement sur différentes stations radar. En 1939, le Chain Home est le seul radar d'intérêt qui fonctionne sur un ensemble limité de fréquences, mais de nouveaux radars étaient déjà en service et le nombre de fréquences commençait à se multiplier. 
Le Mark II règle ces deux problèmes. Un contrôle automatique du gain élimine la nécessité de le régler, ce qui le rend plus susceptible de fonctionner correctement lorsqu'il est interrogé. Pour travailler avec de nombreux types de radars, un système complexe d'engrenages et de cames motorisées décale constamment la fréquence sur trois larges bandes, balayant chacune d'elles toutes les quelques secondes. Ces changements automatisent le fonctionnement de l'appareil et le rendent vraiment fonctionnel pour la première fois. Auparavant, les opérateurs ne pouvaient pas savoir si un blip était celui d'un avion ennemi ou d'un avion ami, avec un IFF mal ajusté. Commandé à l'origine en 1939, l'installation est retardée pendant la bataille d'Angleterre et le système est largement utilisé à partir de la fin de 1940.
Bien que la sélection de fréquences du Mark II couvre la période du début de la guerre, en 1942, il y a tellement de radars en service qu'une série de sous-versions est lancée pour couvrir les combinaisons particulières de radars. La mise en service de nouveaux radars, basés sur le magnétron à cavité nécessite des fréquences différentes auxquelles le système n'a pas été facilement adapté. Cela conduit à l'introduction du Mark III, qui fonctionne sur une fréquence unique, pouvant être utilisée avec n'importe quel radar. Il élimine également le système complexe d'engrenage et de came. Le Mark III est entré en service en 1943 et remplace rapidement le Mark II.

### Source de la traduction
- (en) Cet article est partiellement ou en totalité issu de l’article de Wikipédia en anglais intitulé « IFF Mark II » (voir la liste des auteurs).